# Fanny Targioni Tozzetti
Fanny Targioni Tozzetti (Firenze, 1805. május 9. – Firenze, 1885. március 29.) Giacomo Leopardi kései szerelme és ihletője.
1830 májusában ismerkedett meg vele Firenzében. Leopardit rendkívül erős érzelmi szálak fűztek hozzá: "gyönyörű, bájos hölgy – írja – mi több, szépsége és kedvessége egy és ugyanaz". A költő műveiben található életrajzi adalékok tömege ellenére a firenzei nemesi családból származó Fanny személyisége meglehetősen homályos. Az sem tisztázott, hogy pontosan milyen kapcsolatban voltak egymással. Kétségtelen, hogy kifinomult műveltségével és melankolikus érzékenységével nagy hatással volt Leopardira, aki őt sokszor csak „az elragadó művelt hölgy” (dotta allettatrice) néven emlegette. Leopardi szenvedélyes szerelme mindvégig viszonzatlan maradt, sőt Fanny egy Ranierinek írott levelében azt állítja, hogy nem is ismerte a költő érzéseit. Antonio Ranieri egy 1838 januárjában Fanny-nak írt válaszlevelében viszont megvallja, hogy „Aspasia nem más, mint Ön…”
Leopardi e szerelem érzéseit a híres Aspasia-ciklusban örökítette meg, amely legnagyobb költeményei forrásává vált (Aspasia, Uralkodó gondolat, Szerelem és halál, Consalvo, Önmagamhoz).